# Магуреле (Тулћа)
Магуреле (рум. Măgurele) насеље је у Румунији у округу Тулћа у општини Тополог. Oпштина се налази на надморској висини од 60 m.

## Становништво
Према подацима из 2002. године у насељу је живело 316 становника, од којих су сви румунске националности.